# Platyhystriks
Platyhystriks (Platyhystrix – „płaski jeżozwierz”) – rodzaj żyjącego we wczesnym permie (około 290–270 mln lat temu) płaza, należącego do rzędu temnospondyli. Jego szczątki odkryto na terenie dzisiejszego Teksasu.
Było to zwierzę długości 1 metra. Posiadał krótkie kończyny oraz ogon. Stożkowate zęby wskazują, że był mięsożerny. Na największą uwagę zasługuje jednak jego żagiel kostny, podobny do tego, jaki miały niektóre pelykozaury, które nie były z nim spokrewnione. Prawdopodobnie używał go do termoregulacji. Być może służył on jednak do obrony przed takimi drapieżnikami, jak eriops czy Cacops, które prawdopodobnie żywiły się platyhystriksami.